# Пост-СИОЗС сексуальная дисфункция
Пост-СИОЗС сексуальная дисфункция (ПССД) — ятрогенная сексуальная дисфункция, которая сохраняется после прекращения приема антидепрессантов из класса СИОЗС (селективных ингибиторов обратного захвата серотонина), а также любых других антидепрессантов воздействующих на серотонин.
Пост-СИОЗС сексуальная дисфункция обычно выражена следующими симптомами: снижение либидо, снижение чувствительности гениталий, задержка эякуляции, эректильная дисфункция. Продолжительность ПССД может быть различной. Иногда это состояние длится несколько месяцев, а иногда может быть необратимым. Патофизиология ПССД неизвестна. Надежных данных об эффективном лечении нет. Пост-СИОЗС сексуальная дисфункция является плохо изученным феноменом.

## Распространенность
Существует мало исследований, где оценивались бы риски и распространенность ПССД. Проведенное учеными Израиля ретроспективное когортное исследование на базе данных из 12302 мужчин (возраст 21-49 лет) показало, что риски ПССД составляют 0,46 % или 1 случай на 216 пациентов, которые использовали серотонинергический антидепрессант.
Пост-СИОЗС сексуальная дисфункция встречается у людей разного возраста и разного пола.

## Этиология
Этиология ПССД достоверно неизвестна, существует лишь ряд гипотез и предположений по этому вопросу. Одна из гипотез связывает ПССД с потенциальной серотонинергической нейротоксичностью СИОЗС. Изучается роль нейроактивных стероидов (тестостерона). Активация антидепрессантами 5-HT1A-рецептора тоже вероятно может быть связана с нарушением сексуальной функции.
Пост-СИОЗС сексуальная дисфункция по своим проявлениям имеет некоторые сходства с сексуальной дисфункцией, которая может возникнуть после приема финастерида.